# Paisjusz I (patriarcha Konstantynopola)
Paisjusz I, gr. Παΐσιος Α΄ – ekumeniczny patriarcha Konstantynopola w okresie od 1 sierpnia 1652 do kwietnia 1653 i drugi raz od marca 1654 do marca 1655.